# Eleanor Bergstein
Eleanor Bergstein (Brooklyn, 17 de abril de 1938) es una escritora y productora estadounidense, conocida por escribir y coproducir Dirty Dancing, una popular película de los años 80 basada en gran parte en su propia infancia. 

## Vida y Carrera
Bergstein nació en 1938 en el distrito de Brooklyn de la ciudad de Nueva York. Tiene una hermana mayor, Frances, en su familia judía. Su padre, José, era un médico que dejaba gran parte del cuidado de las niñas a su madre, Sarah. La familia pasó los veranos en los complejos turísticos de lujo Catskill Resort Hotel de Grossing en las montañas Catskill y, mientras sus padres jugaban al golf, Bergstein bailaba.
Bergstein era una reina adolescente del mambo que participaba en competiciones locales. Mientras estaba en la universidad, trabajó como instructora de baile en los estudios de baile Arthur Murray.
En 1966, se casó con Michael Goldman y trabajó como novelista, a destacar, Advancing Paul Newman. Esta novela contiene muchos de los temas de su famosa película. También probó suerte escribiendo guiones y tuvo éxito con It's My Turn (Ahora me toca a mí), una película protagonizada por Michael Douglas y Jill Clayburgh. Durante la producción, los productores cortaron una escena de baile erótico del guion. Eso provocó que Bergstein escribiera una historia más extensa, centrándose en el "dirty dancing".
En 2004, también creó la versión teatral de Dirty Dancing, que se inauguró en 2004 en Australia.

## Trabajos
- Dirty Dancing: The Musical, 2004, producción escénica
- Let It Be Me, 1995, film
- Ex-Lover: A Novel, 1989, novela
- Dirty Dancing, 1987, película
- It's My Turn, 1980, guion
- Advancing Paul Newman, 1973 novela